# 亀代村
亀代村（かめしろむら）は、かつて新潟県北蒲原郡にあった村。

## 沿革
- 1889年（明治22年）4月1日 - 町村制施行に伴い北蒲原郡亀塚浜村、網代浜村、次第浜村が合併し、亀代村が発足。村役場は大字網代浜に設置[2]。
- 1955年（昭和30年）3月31日 - 北蒲原郡聖籠村と合併し、聖籠村を新設して消滅。

## 学校

### 小学校
- 亀代村立亀代小学校

### 中学校
- 亀代村立亀代中学校